# Libye du futur
Libye du futur (en arabe : Libya al-Mustakbal) est un parti politique libyen qui aurait été fondé en 2020 ou en 2011, selon certaines sources. En effet, à la suite de la "révolution du 17 février" de 2011, Abdul Hamid Dbeibah qui est chef du parti, réputé très proche de la Turquie du président Recep Tayyip Erdoğan et de l'organisation internationale des Frères musulmans s'est progressivement frayé un chemin dans le monde de la politique en établissant ce mouvement, qui a réuni des groupes de jeunes et ceux qui étaient alors préoccupés par la renaissance de la Libye, même s'il n'a pas laissé de véritable empreinte ou a pu faire un changement par rapport à des mouvements similaires. Sa présence est donc restée modeste au cours des 10 dernières années.
Ce mouvement est le front à travers lequel Dbeibah s'est déplacé depuis l'annonce de son intention de se présenter à la présidence du gouvernement, et a officiellement participé à des réunions internationales sur la Libye, depuis sa création, il s'est appuyé sur le contact avec toutes les parties.